# Circonscription de Sydney Nord

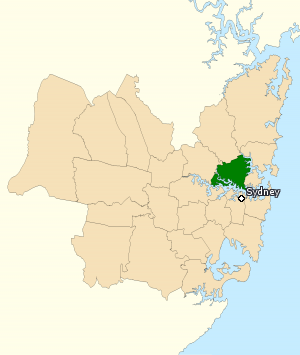
La circonscription de Sydney Nord (en vert) à Sydney en Nouvelle-Galles du Sud.

La circonscription de Sydney Nord (Division of North Sydney) est une circonscription électorale australienne en Nouvelle-Galles du Sud. Elle a été créée en 1901 et porte le nom de la région de Sydney où elle est située.
Elle fait partie des 75 premières circonscriptions électorales d'Australie. Elle regroupe les quartiers de Artarmon, Cammeray, Cremorne, Cremorne Point, Crows Nest, Gore Hill, Greenwich, Henley, Hunters Hill, Huntleys Point, Kirribilli, Lane Cove, Lane Cove West, Lavender Bay, Linley Point, Longueville, McMahons Point, Milsons Point, Naremburn, Neutral Bay, Northbridge, North Sydney, Northwood, Riverview, St Leonards, Tarban, Waverton, Wollstonecraft, Woolwich et, partiellement ceux de Castlecrag, Gladesville et Willoughby.
C'est, avec la circonscription de Wentworth, la seule circonscription de Nouvelle-Galles du Sud créée en 1901 à n'avoir jamais élu de candidat du parti travailliste. Son député le plus célèbre est Billy Hughes qui fut premier ministre d'Australie de 1915 à 1923.

## Députés
| Nom             | Parti                       | Période de mandat |
| --------------- | --------------------------- | ----------------- |
| Dugald Thomson  | Free Trade, Anti-Socialiste | 1901-1909         |
| Dugald Thomson  | Commonwealth                | 1909-1910         |
| George Edwards  | Commonwealth                | 1910-1911         |
| Granville Ryrie | Commonwealth                | 1911-1916         |
| Granville Ryrie | Nationaliste                | 1916-1922         |
| Billy Hughes    | Nationaliste                | 1922-1929         |
| Billy Hughes    | Sans étiquette              | 1929–1930         |
| Billy Hughes    | Australien                  | 1930-1931         |
| Billy Hughes    | United Australia            | 1931–1945         |
| Billy Hughes    | Libéral                     | 1945–1949         |
| William Jack    | Libéral                     | 1949–1966         |
| Bill Graham     | Libéral                     | 1966–1980         |
| John Spender    | Libéral                     | 1980–1990         |
| Ted Mack        | Sans étiquette              | 1990–1996         |
| Joe Hockey      | Libéral                     | 1996–en cours     |